# Рич, Генри, 1-й граф Холланд
Генри Рич, 1-й граф Холланд (англ. Henry Rich, 1st Earl of Holland; 1590, Лондон — 9 марта 1649, Вестминстер) — английский дворянин, военный и политический деятель, фаворит короля Карла I, носил титулы барона Кенсингтона (с 1623 года) и графа Холланда (с 1624 года).

## Биография

### Происхождение и молодость
Был младшим среди четверых детей в семье Роберта Рича, 3-го барона Рича и его жены Пенелопы Деверё, вскоре после его рождения его родители развелись. Получил образование в Итонском колледже, после чего поступил в Эммануил-колледж, по окончании которого уехал в Париж.

### Возвышение
После возвращения на родину, в июне 1610 года он был посвящён в рыцари и получил Орден Подвязки. В последующие годы он участвовал как доброволец в Войне за клевское наследство и Восьмидесятилетней войне, помимо этого он принимал участие в дипломатических миссиях, включая переговоры в Париже в феврале 1624 года о браке между Карлом, принцем Уэльским и принцессой Генриеттой Марией.
Благодаря успешному завершению брачных переговоров, Джеймс Хей и Генри Рич получили графские титулы. 15 сентября 1624 года Рич получил титул графа Холланда, взяв в название титула район в Линкольншире. Летом и осенью 1627 года Рич принимал участие в осаде Сен-Мартен-де-Ре, которую безуспешно пытались захватить англичане под командованием герцога Бэкингема. После убийства Бэкингема 23 августа 1628 года, Рич получил должность губернатора Виндзорского замка, а также стал губернатором форта Ландгард.
Благодаря дружбе с королевой Марией Генриеттой, он стал ближайшим советником короля Карла I и получил должности лорда-лейтенанта Беркшира и лорда-лейтенанта Мидлсекса, а также ряд других должностей. Помимо этого он был также тайным советником по вопросам иностранных дел, а также активно поддерживал пуританство, что вызывало недовольство королевы, которая была католичкой.
Во время Епископских войн против шотландцев, Рич был генералом кавалерии, но в ходе войны королевские войска потерпели поражение, в результате которого король Карл I созвал парламент, потребовавший ареста для Томаса Уэнтуорта и Уильяма Лода. Рич дал показания на суде против Стаффорда, но при этом не голосовал за его казнь.

### Деятельность во время революции
В первые годы Английской революции, Рич воевал на стороне армии парламента, приняв участие в битве при Эджхилле, которая завершилась победой королевской армии. В январе 1643 года Рич пытался убедить своего родственника графа Эссекса на мирные переговоры с роялистами, но не добившись успеха, в августе 1643 года перешёл на сторону кавалеров.
В сентябре 1643 года он принял участие в Первой битве при Ньюбери, где командовал кавалерийским отрядом. Затем он покинул армию и уехал в Лондон, где его сначала не приняли в парламент, но в январе 1644 года он был допущен к участию в заседаниях, где он был сторонником короля, пытаясь устроить мирные переговоры между королём и его противниками.

### Арест, суд и казнь
Во время Второй гражданской войны, в июле 1648 года Рич и герцог Бэкингем собрали 400 человек для попытки захватить Лондон, но вскоре были разбиты и вынуждены были отступить. Оставшиеся 200 человек были настигнуты в Сент-Нитсе и атакованы кавалерийским отрядом под командованием полковника Адриана Скрупа и вновь были разбиты, а Генри Рич взят в плен и арестован.
27 февраля 1649 года он был доставлен в Лондон, где предстал перед судом, который приговорил его к смертной казни за развязывание гражданской войны. 9 марта 1649 года он был обезглавлен вместе с другими лидерами роялистов Артуром Капелем и Джеймсом Гамильтоном.

## Семья
В 1616 году женился на Изабель Коуп (ум. 1655), единственной дочери Уолтера Коупа (1553—1614); у супругов в браке было 10 детей:
- Леди Дороти Рич (1616—1617);
- Леди Фрэнсис Рич (1617—1672), вышла замуж за Уильяма Пэджета, 5-й барона Пэджет[англ.] (1609—1678), у супругов было 10 детей;
- Роберт Рич (ок. 1620 — 16 апреля 1675), 2-й граф Холланд (1649—1670), 5-й граф Уорик (1673—1675);
- Леди Изабелла Рич (1623—1670), вышла замуж за Джеймса Тайна[англ.] (1605—1670), брак был бездетным;
- Леди Сюзанна Рич (1628—1649), вышла замуж за Джеймса Говарда, 3-го графа Саффолк[англ.] (1608—1688), у супругов была одна дочь;
- Леди Диана Рич (ум. 1659);
- Чарльз Рич (ум. 1645);
- Генри Рич (ум. 1669);
- Дост. Коуп Рич (1635—1676);
- Леди Мэри Рич (1636—1666), вышла замуж за Джона Кэмпбелла, 1-го графа Бредалбейна и Холланда, у супругов было 2 детей.